# Aggiustaggio
L'aggiustaggio è una lavorazione dei metalli che si svolge a freddo al banco di aggiustaggio in officina.
Si compone di varie fasi, non sempre tutte necessarie, di cui la principale è la limatura. Il posto di aggiustaggio è tra i più importanti dell'officina ed oltre al banco con la morsa dispone di numerosi utensili e attrezzi, di solito replicati per comodità ed efficienza su ogni eventuale altro banco. Gli strumenti di misura per le verifiche o per la tracciatura sono invece quasi sempre in comune e disponibili presso il magazzino o in un'area centrale.
Tra una fase e la successiva si procede alla verifica ed agli eventuali ritocchi necessari.

## Fasi dell'aggiustaggio
Sebbene il lavoro complessivo di aggiustaggio possa talvolta risultare lungo e assai laborioso può sempre pensarsi scomposto in operazioni piuttosto semplici, che in linea di massima sono le seguenti:
- Segatura: serve per ricavare il pezzo da una barra o da una lastra o da un blocco, si esegue a mano con il seghetto oppure a macchina con la segatrice.
- Tagliatura: come la segatura ma eseguita a mano con le cesoie quando il materiale è disponibile in lastre sufficientemente sottili.
- Scalpellatura: sbozzatura del pezzo tramite asporto di notevoli quantità di materiale con lo scalpello e l'ugnetto per avvicinarsi ai limiti segnati con la tracciatura; il truciolo prodotto può avere dimensioni di qualche millimetro. Più accurata è la scalpellatura, minore sarà il tempo necessario per la successiva limatura.
- Limatura: è la fase principale dell'aggiustaggio, serve per eliminare il sovraspessore residuo attorno ai limiti segnati dalla tracciatura e si esegue con le lime di cui esistono numerosissimi tipi e varianti per meglio adattarsi ai compiti e ai materiali più specifici. Si divide a sua volta in sgrossatura, lisciatura, rifinitura.
- Raschiettatura: perfeziona la superficie dopo la limatura e si esegue con il raschietto, di cui esistono numerosi tipi. È necessaria solo per i pezzi destinati agli accoppiamenti o dove è richiesta maggiore precisione.
- Smerigliatura: ulteriore perfezionamento della superficie, si esegue a mano con le pietre e le paste smerigliatrici o con le lime sopraffini, oppure a macchina con la smerigliatrice.
- Lappatura: ulteriore perfezionamento successivo alla raschiatura e alla smerigliatura ed eseguito con polveri abrasive finissime, a mano con l'utensile lappatore o più comunemente a macchina con la lappatrice. Permette di raggiungere precisioni estreme e creare superfici superpulite che vantano rugosità superficiale dell'ordine di pochi nanometri.
- Foratura: creazione di fori eseguiti con il trapano per accogliere viti passanti oppure per essere filettati.
- Alesatura: operazione successiva alla foratura, serve per correggere il diametro e l'assialità del foro e per levigarne la superficie interna. Si esegue a mano con gli alesatori oppure a macchina con l'alesatrice.
- Filettatura: maschiatura del foro per creare la madrevite.